# Paul Christian
Ernst Paul Helmut Christian (* 26. November 1910 in Heidelberg; † 8. Januar 1996 ebenda) war ein deutscher Mediziner, Hochschullehrer, Gründer des Instituts für Sozial- und Arbeitsmedizin und Direktor der Abteilung für Innere Medizin II an der Medizinischen Universitätsklinik Heidelberg.

## Leben
Christian war der Sohn des Reichsbahnoberrats Karl Christian und seiner Frau Helene, geborene Kraemer. Der Großvater väterlicherseits, Karl Josef Christian, war Universitätsreitlehrer. Während des Ersten Weltkrieges besuchte Paul Christian die Volksschulen in Heidelberg und Karlsruhe und schließlich das Gymnasium in Karlsruhe. Hier legte er im Jahr 1929 die Reifeprüfung ab und entschloss sich zu einem Medizinstudium, dessen vorklinische Semester er in Heidelberg verbrachte. Seit 1929 war er Mitglied der Studentenverbindung Rupertia Heidelberg. Nach abgeschlossenem Physikum studierte er zunächst in Wien weiter und wechselte dann erneut nach Heidelberg. Staatsexamen und Promotion erfolgten im Jahr 1934 ebenda. 1935 erfolgte die Approbation als Arzt. Die Laufbahn war zunächst eine chirurgische und internistische in Karlsruhe. 1936 wechselte er Christian in das Fach der Neurologie und arbeitete an der Ludolf von Krehl Klinik, wo er 1939 ordentlicher Assistent unter Viktor von Weizsäcker wurde. Seit dem 1. Juli 1933 war Paul Christian Mitglied der SA als Sanitätsführer, am 30. Juli 1937 beantragte er die Aufnahme in die NSDAP und wurde rückwirkend zum 1. Mai desselben Jahres aufgenommen (Mitgliedsnummer 5.053.225), zum selben Tag wurde er auch Mitglied des NSDÄB. Seit 1939 war er auch Unterarzt beim Reservelazarett Heidelberg.
Die Habilitationsschrift im Jahr 1939 trug den Titel „Wirklichkeit und Erscheinung der Wahrnehmung der Bewegung.“ In Fortführung der Arbeiten Prinz von Auerspergs wandte sich Paul Christian im Weizsäcker'schen Laboratorium in dieser Habilitationsschrift den experimentell-theoretischen Wahrnehmungsproblemen zu. Die interessanteste Entdeckung Christians war dabei der Nachweis einer unbewussten Vestibulariswirkung auf das Sehen von Bewegungen. Die Verleihung des Grades eines Dr. med. habil wurde ihm am 18. Januar 1940 von Ernst Rodenwaldt, dem Dekan der Medizinischen Fakultät, sowie Minister  Paul Schmitthenner, Professor für Geschichte und Kriegswissenschaften, dem Rektoren der Universität Heidelberg, verliehen. Für die Habilitation erhielt Christian Fördermittel aus der Walter-Erb-Stiftung. Die Antrittsvorlesung schließlich fand am 29. Februar 1940 im Hörsaal der alten chirurgischen Klinik zum Thema „Die topische Diagnose der Hirntumoren“ statt. Am 7. Juni 1941 wurde dem Antrag des Reichsministers für Wissenschaft, Erziehung und Volksbildung entsprochen und Paul Christian wurde vertretungsweise auf den durch die Berufung des Professors Freiherr von Weizsäcker nach Breslau freigewordenen Lehrstuhl für Innere Medizin berufen und übernahm auch die Leitung der Nervenklinik. Viktor von Weizsäcker seinerseits beantragte im Juli 1941 die Versetzung seines zivilen Oberarztes Paul Christian von Heidelberg nach Breslau. Paul Christian folgte diesem Wunsch Viktor von Weizsäckers und wechselte nach Breslau. Im August 1942 erfolgte die Eheschließung mit Johanna Christian geb. Herrmann aus Frankenstein. Aus der Ehe gingen ein Sohn und eine Tochter hervor. Paul Christian blieb bis 1945 in Breslau und floh dann in den Westen.
Ab 1946 arbeitete er wieder in der Ludolf von Krehl Klinik in Heidelberg, zunächst als Oberarzt (Unter Richard Siebeck und Karl Matthes). Im Jahr 1946 wurde Paul Christian im Zuge der Entnazifizierung von der Spruchkammer Wiesloch als Mitläufer eingestuft. Ab 1949 außerplanmäßiger Professor übernahm er 1958 den wieder errichteten Lehrstuhl für Allgemeine Klinische Medizin der Universität Heidelberg. Im Jahr 1966 übernahm er die zweite internistische Universitätsklinik Heidelberg. Hier arbeitete er ab 1966, gemeinsam mit dem Physiologen Hans Schaefer, mit den Erziehungswissenschaftlern Hermann Röhrs und Kurt Hahn in einem interdisziplinären Kolloquium mit Kriminologen, Sportwissenschaftlern und Diakoniewissenschaftlern zu Jugendfragen zusammen und vertrat dabei die Sicht der Psychosomatik. In diesem interdisziplinären Kontext entstanden auch Abschlussarbeiten an der Schwesternschule der Universität Heidelberg.
Auch nach seiner Emeritierung im Jahr 1975 begleitete Paul Christian die von ihm gegründete Forschungsgruppe „Streß“ weiterhin als Berater.

## Schriften
Als Autor:
- Paul Christian: Über einen Fall von idiopathischer Hemiatrophia Humeroscapulo-Thoracalis mit anämischen und teleangiektatischen Naevi und Irisheterochromie (Dtsch. Zeitschrf. Nervenheilkunde 144, 1937).
- Paul Christian: Über unbewusste Vestibulariswirkung (Zeitschr. f.d. ges. Neurologie und Psych. 165, 1939).
- Paul Christian: Über reflektorische Trigeminusneuralgien (Dtsch. Z. f. Nervenheilk. 150, 1940)
- Paul Christian: Ludolf von Krehl und der medizinische Personalismus. In: Heidelberger Jahrbücher 6 (1962) S. 207–210.
- Paul Christian mit Herbert Plügge[9] und Frederik Jacobus Johannes Buytendijk: Über die menschliche Bewegung als Einheit von Natur und Geist, Beiträge zur Lehre und Forschung der Leibeserziehung, Bd. 14, Hofmann Schorndorf 1963.
- Paul Christian: Medicina anthropólogica. Traducción, nota preliminar y notas de Fernando Lolas Stepke, Universitaria Verlag Santiago de Chile 1997.

Als Herausgeber:
- Paul Christian (Hrsg.): Medicus viator. Fragen und Gedanken am Wege Richard Siebecks; eine Festgabe seiner Freunde und Schüler zum 75. Geburtstag, Mohr Tübingen 1959.

## Ehrungen
- Paul Christian war Ehrenmitglied der Viktor von Weizsäcker Gesellschaft.[10]
- Symposium Paul Christian zum 100. Geburtstag am Universitätsklinikum Heidelberg: Psychophysiologie und Bi-Personalität, Intersubjektivität und Psychosomatik (26./27. November 2010).[11]